# 莱南
莱南（法語：Léning，法語發音：[lenɛ̃]）是法国摩泽尔省的一个市镇，属于萨尔堡-萨兰堡区。

## 地理
莱南（48°57'25"N, 6°48'25"E）面积6.49 平方千米，位于法国大東部大區摩泽尔省，该省份为法国东北部内陆省份，是洛林的一部分，西南接默尔特-摩泽尔省，东临下莱茵省，北与卢森堡和德国接壤。
与莱南接壤的市镇（或旧市镇、城区）包括：阿尔贝斯特罗夫、弗朗卡尔特罗夫、格雷南、埃利梅尔、蒙迪迪耶、内兰、雷南。

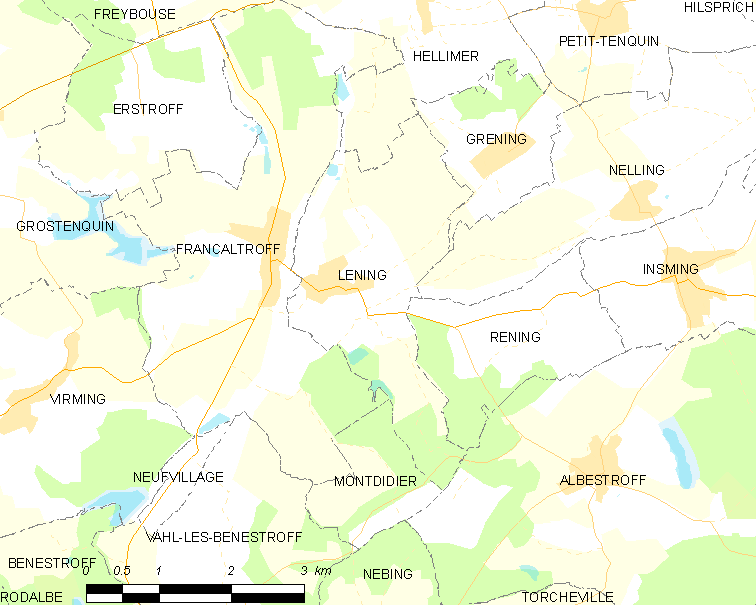
莱南的OSM定位图

莱南的时区为UTC+01:00、UTC+02:00（夏令时）。

## 行政
莱南的邮政编码为57670，INSEE市镇编码为57394。

## 政治
莱南所属的省级选区为索努瓦县。

## 人口

1962-2008年间莱南人口变化图示

莱南于2022年1月1日时的人口数量为329人。